# 1841年の先買権法
1841年先買権法 (Preemption Act of 1841) とは、1841年9月4日にアメリカ合衆国議会により承認された連邦法律である。公有地の売却に際しての適正な利益と、それに先立っての先買権を定めるものである。
国有地に不法占拠状態で居住している家族の長、未亡人、21 歳以上の独身者であって、
- 合衆国市民権を持っているか、帰化を意図している
- その土地に最低 14 ヶ月にわたり居住している

上記条件を満たす者には、政府による当該土地の売却に先立って、面積上限を 160 エーカー（0.65 平方キロメートル）として極めて安価にて（ただし 1 エーカー当たり 1.25 ドル以上）買い取る権利を与えるものである。
さらに、オハイオ、インディアナ、イリノイ、アラバマ、ミズーリ、ミシシッピ、ルイジアナ、アーカンソー、ミシガンの各州がアメリカ合衆国の州として昇格した際、売却によって得られた利益の 10 % が支払われたことを追認する形になった。
この法律はカンザスおよびネブラスカの両準州において、開拓者に開放が行われた 1854年以降広く申請がなされた。1862年に自営農地法（ホームステッド法）が成立すると、この先買権法による申請数は激減し、1891年には廃止された。